# Xyniáda
Xyniáda (en grec moderne : Ξυνιάδα) est un village de la Grèce-Centrale, en Grèce, appartenant au dème de Phthiotide. Selon le recensement de 2011, sa population était de 3 549 habitants.